# Boylov zakon
Boylov zákon [bòjlov ~] (tudi Boyle-Marriotov zakon [bojl-mariotov ~]) povezuje prostornino in tlak idealnega plina pri izotermni spremembi, torej pri spremembi, ki poteka pri stalni temperaturi:
{\displaystyle pV={\textrm {konst.}}\!\,}
Skupaj z Gay-Lussacovim in Amontonsovim zakonom predstavlja plinske zakone za idealni plin, katerih združitev je splošna plinska enačba.
Boylov zakon nosi ime po svojem odkritelju, angleškem naravoslovcu Robertu Boylu (1627–1691), ki ga je prvi objavil leta 1662. Francoski fizik, botanik in duhovnik Edme Mariotte (okoli 1620–1684) je odkril zakon leta 1676 neodvisno od Boyla.